# 捷尔佩尼耶半岛
捷尔佩尼耶半岛（羅馬化：Poluostrov Terpeniya），日称北知床半岛（日语：／ Kitashiretoko-hantō），是萨哈林岛东部的半岛，长100多公里，宽度从1公里至30公里不等，最高处海拔300米。它是捷尔佩尼耶湾的东部边界，隔开了鄂霍次克海。该半岛可被视作东萨哈林山脉在海中的延伸.。半岛人迹罕至。其尽头是捷尔佩尼耶角，其上有灯塔。